# Zipshausen

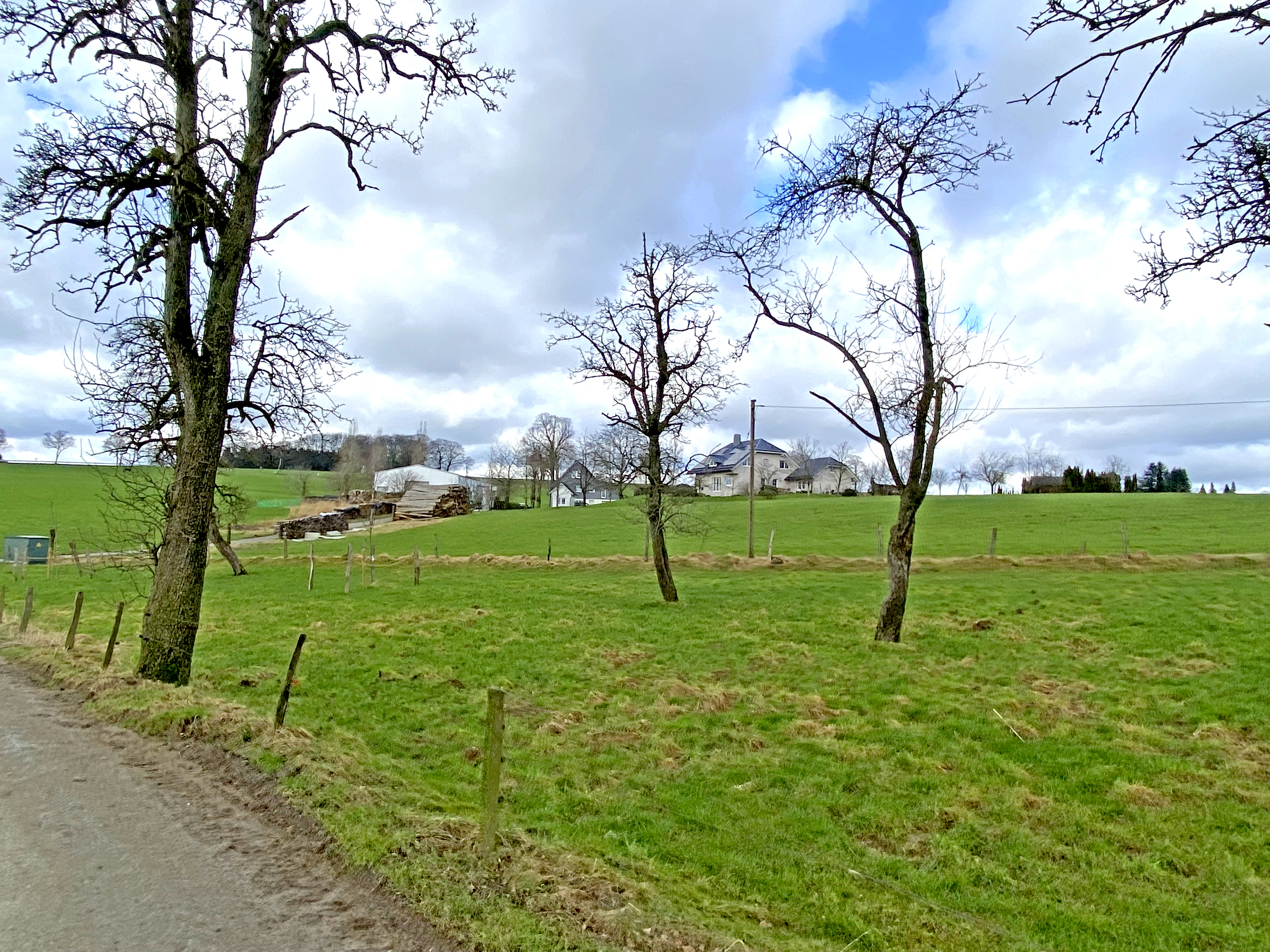
Zipshausen

Zipshausen ist eine Hofschaft in Hückeswagen im Oberbergischen Kreis im Regierungsbezirk Köln in Nordrhein-Westfalen (Deutschland).

## Lage und Beschreibung
Zipshausen liegt im nordöstlichen Hückeswagen nahe der Bevertalsperre. Die Hofschaft ist über eine Zufahrtsstraße erreichbar, die zwischen Neuenherweg und Linde von der Bundesstraße 483 (B483) abzweigt. Weitere Nachbarorte sind Eckenhausen, Heinhausen, Niederdahlhausen, Siepersbever und Funkenhausen. Abgegangen sind Girkenhausen und Platzhausen.
Der Zipshausener Bach entspringt bei der Hofschaft. Der Hof wird von einem 11-köpfigen Verwandtenkreis bewohnt.

## Geschichte
1488 wurde der Ort das erste Mal in Kirchenrechnungen urkundlich erwähnt. Schreibweise der Erstnennung: (Hannes) Sipp. Die Karte Topographia Ducatus Montani aus dem Jahre 1715 zeigt den Hof als Zipshusen. Im 18. Jahrhundert gehörte der Ort zum bergischen Amt Bornefeld-Hückeswagen.
1815/16 lebten zwölf Einwohner im Ort. 1832 gehörte Zipshausen der Herdingsfelder Honschaft an, die ein Teil der Hückeswagener Außenbürgerschaft innerhalb der Bürgermeisterei Hückeswagen war. Der laut der Statistik und Topographie des Regierungsbezirks Düsseldorf als Weiler kategorisierte Ort besaß zu dieser Zeit ein Wohnhaus und ein landwirtschaftliches Gebäude. Zu dieser Zeit lebten acht Einwohner im Ort, allesamt evangelischen Glaubens.
Im Gemeindelexikon für die Provinz Rheinland werden 1885 ein Wohnhaus mit sieben Einwohnern angegeben. Der Ort gehörte zu dieser Zeit zur Landgemeinde Neuhückeswagen innerhalb des Kreises Lennep. 1895 besaß der Ort ein Wohnhaus mit drei Einwohnern, 1905 ein Wohnhaus und fünf Einwohner.